# Chiesa di San Mattia (Palermo)
La chiesa di San Mattia Apostolo e il noviziato dei Crociferi costituivano un aggregato religioso, polo monumentale ubicato in via Torremuzza alla Kalsa presso Porta dei Greci a Palermo.

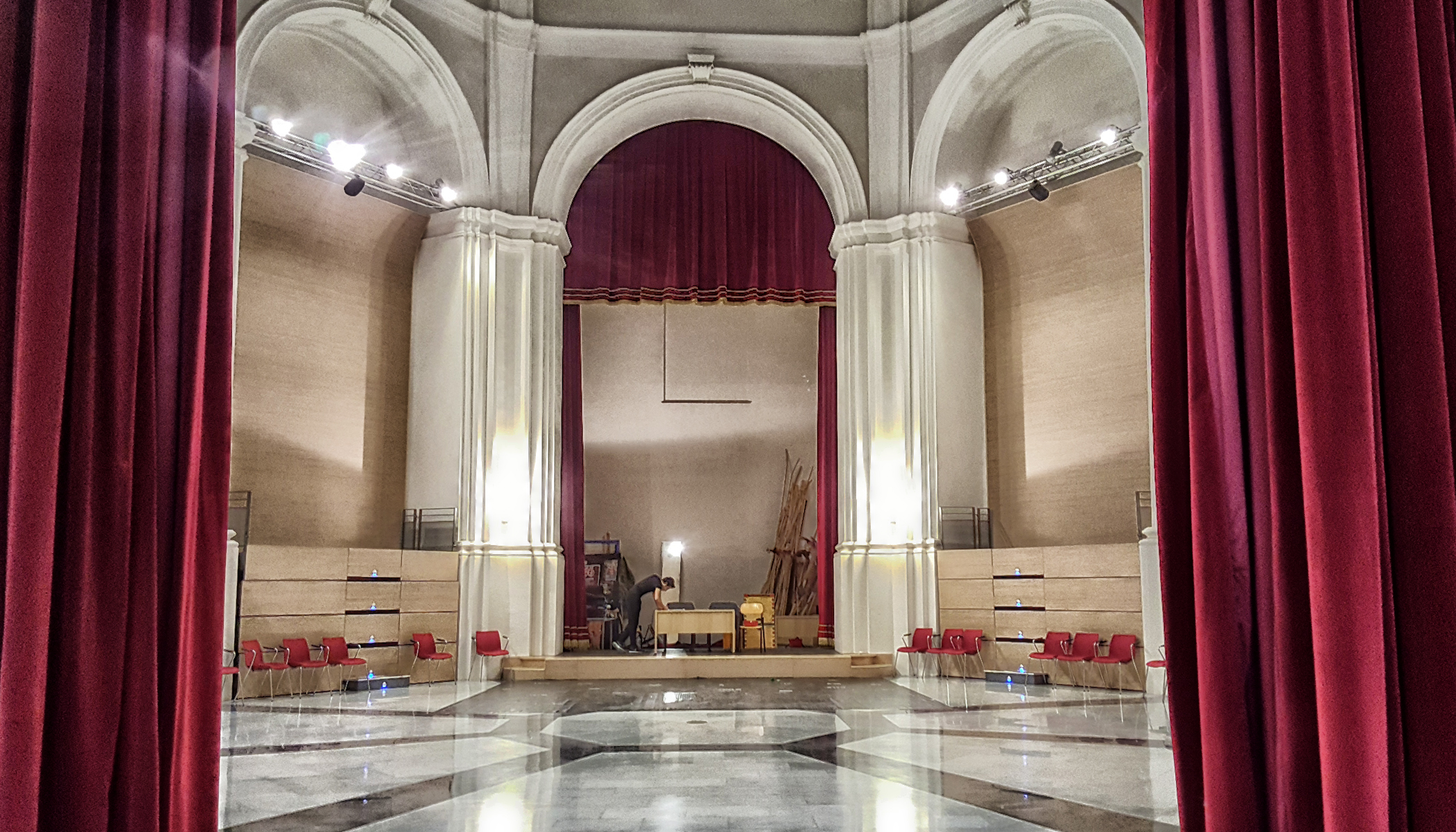
Interno.

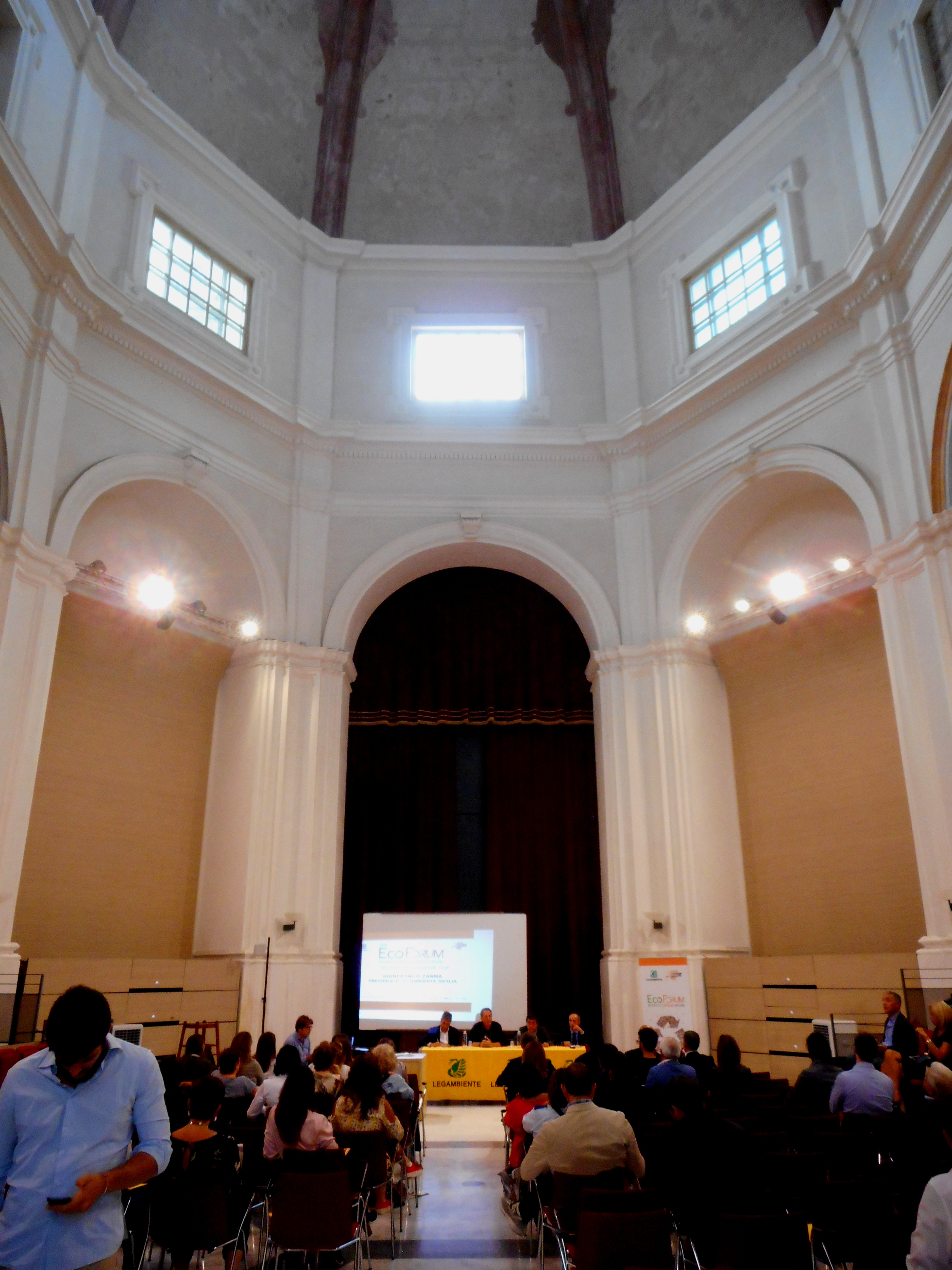
Interno.

## Storia
Fondatori dell'istituzione dei ministranti degli Infermi furono Pietro Balsamo e Francesca Ventimiglia, principi di Roccafiorita, nel 1630, sull'area di risulta di palazzo Valguarnera.
Presso questa sede di Porta dei Greci si trasferirono da Porta Termini i Crociferi o Chierici regolari Ministri degli Infermi lì insediatisi nel 1627.
La prima pietra fu posta dal cardinale Giannettino Doria. Il prospetto anteriore è opera di Giacomo Amato.
Nell'anno 1686, l'architetto Amato ebbe l'incarico per la redazione di un nuovo progetto per mutate concezioni architettoniche che contemplasse l'ampliamento della Casa del Noviziato e il consolidamento dell'intero complesso, la costruzione del lanternino sulla cupola, nonché la realizzazione del seicentesco scalone elicoidale costituito da 111 gradini atto a raccordare i vari livelli della costruzione.
Dal 1886 chiesa e il noviziato sono di proprietà comunale, in seguito all'entrata in vigore della legge (1866) sulla soppressione degli ordini religiosi, l'intero complesso fu tolto ai legittimi proprietari ed assegnato allo Stato, il quale, dopo aver mutato la destinazione d'uso del sito, lo assegnò, negli anni successivi, ad istituzioni pubbliche o sociali. Fra essi la Croce Rossa, poi il comando dei vigili urbani ed oggi il settore amministrativo della riqualificazione urbana e delle infrastrutture del Comune di Palermo.
Attualmente è sede dell'Assessorato al Centro Storico e adibito ad uffici e spazi espositivi per ospitare mostre ed eventi culturali.

## Esterno
La facciata presenta il reticolo di paraste e cornicioni - marcapiano in conci squadrati di pietra viva con tre ingressi, le coppie di paraste centrali lievemente aggettanti. Tre finestre sormontano i portali nel primo ordine, altrettante al secondo - quella centrale è un grande oculo. Il timpano superiore include una apertura esagonale.
Caratteristico del periodo il medaglione in stucco al di sopra del portale principale, che raffigura San Mattia Apostolo sorretto da due puttini alati.

## Interno
Impianto di forma ottagonale, sovrastato da una enorme cupola circolare. L'interno è essenziale e scarno ma molto suggestivo definito da colonne, pilastri e raccordati da cornicione, quattro palchetti per la musica - due per parete laterale a delimitare le cappelle - pochi affreschi rimasti e una semplice scala a chiocciola che conduce ai corridoi dell'ex convento.
Parete destra: Cappella del Crocifisso. Ai piedi del Crocifisso si venera la Madonna della Grazia raffigurata su quadro.
Parete sinistra: Cappella della Visitazione. Dipinto Visitazione di Maria Vergine a Santa Elisabetta, opera di Pietro Novelli.
Cappellone. San Mattia ricevuto nel sinedrio degli apostoli, dipinto opera di Giacomo Lo Verde.
Sepolcro di Francesca Balsamo.

Sepolcro di Pietro Balsamo.

## Noviziato e Casa di Studio dei Crociferi
Ingresso con portale sormontato da timpano ad arco, a sua volta sovrastato da finestre ad arco sulle due successive elevazioni. Cornicione e ulteriore elevazione.

## Oratorio
Quadro raffigurante la Passione di Gesù, opera di Antonio Grano.
Crocifisso opera di Pietro Pomo.
Oratorio dei Novizi:
Quadro di scuola fiamminga.
Libreria.